# Musik in den Bergen
Musik in den Bergen ist eine Fernsehsendung mit Musik und Information, die seit 2013 in unregelmäßiger Folge vom Bayerischen Rundfunk ausgestrahlt wird. Sie wird moderiert von Dominik Glöbl.

## Inhalt
Der Moderator ist zu Fuß unterwegs in den schönsten Gegenden der Alpen. Er trifft in der 90-minütigen Sendung interessante Persönlichkeiten und entdeckt altes Handwerk, regionale Köstlichkeiten und Traditionen.
Die musikalische Gestaltung, meist aus dem volksmusikalischen Genre, ist eine Mischung aus internationalen Stars und Gruppen aus der lokalen Musikszene.
Im Mai 2024 kündigte der Bayerische Rundfunk an, dass Sonja Weissensteiner im Zuge einer Neuausrichtung der Heimat-Musiksendungen nach elf Jahren Moderation die Sendung verlassen werde. Die letzte Folge mit ihr wurde im August 2024 ausgestrahlt, ab September übernahm Dominik Glöbl ihren Platz.

## Sendefolge
Von 2013 bis 2017 wurden zwischen einer bis drei Folgen pro Jahr produziert, 2018 fünf und von 2019 bis 2021 je zwei, 2022 vier. Die Erstausstrahlungen liefen von 2013 bis 2016 freitags um 20.15 Uhr und ab 2017 sonntags zur gleichen Zeit. Wiederholungen erfolgten meist an Sonnabendnachmittagen, mitunter mit Kürzungen auf die halbe Dauer.

## Sendetitel
1. Im Tauferer Ahrntal in Südtirol
2. Im Zillertal (2 Teile, je 45 min)
3. Von der Seiser Alm zum Rosengarten
4. Im Inneren Salzkammergut (2 Teile, je 45 min)
5. Von Reit im Winkl nach Kitzbühel
6. Im Meranerland
7. Vom Bregenzerwald bis ins Klostertal
8. Vom Millstätter See zu den Nockbergen
9. Im Stubaital
10. Vom Antholzertal ins Defereggental
11. In der südlichen Steiermark
12. Im Eisacktal
13. In Salzburg und am Wolfgangsee
14. Im Ötztal
15. Im Gadertal
16. Rund um den Wilden Kaiser
17. Im östlichen Allgäu
18. Im Karwendelgebirge
19. Vom Tegernsee zum Wendelstein
20. Im Steirischen Ennstal
21. Im Passeiertal
22. Im Berchtesgadener Land
23. Im Pinzgau
24. In Südtirol rund um die Drei Zinnen
25. In Kärnten: Vom Gailtal zum Weißensee
26. Vom Forggensee ins Tiroler Lechtal
27. Im Grödnertal und auf der Seiser Alm (erste Winterausgabe der Sendung)
28. Im Chiemgau
29. Rund um den Wörthersee
30. Von Oberstdorf ins Kleinwalsertal
31. Entlang der Südtiroler Weinstraße
32. Rund um den Traunsee
33. Im Werdenfelser Land